# 阿赫瑟爾山 (泰根塞山)
47°35′23″N 11°37′03″E / 47.58962°N 11.61759°E

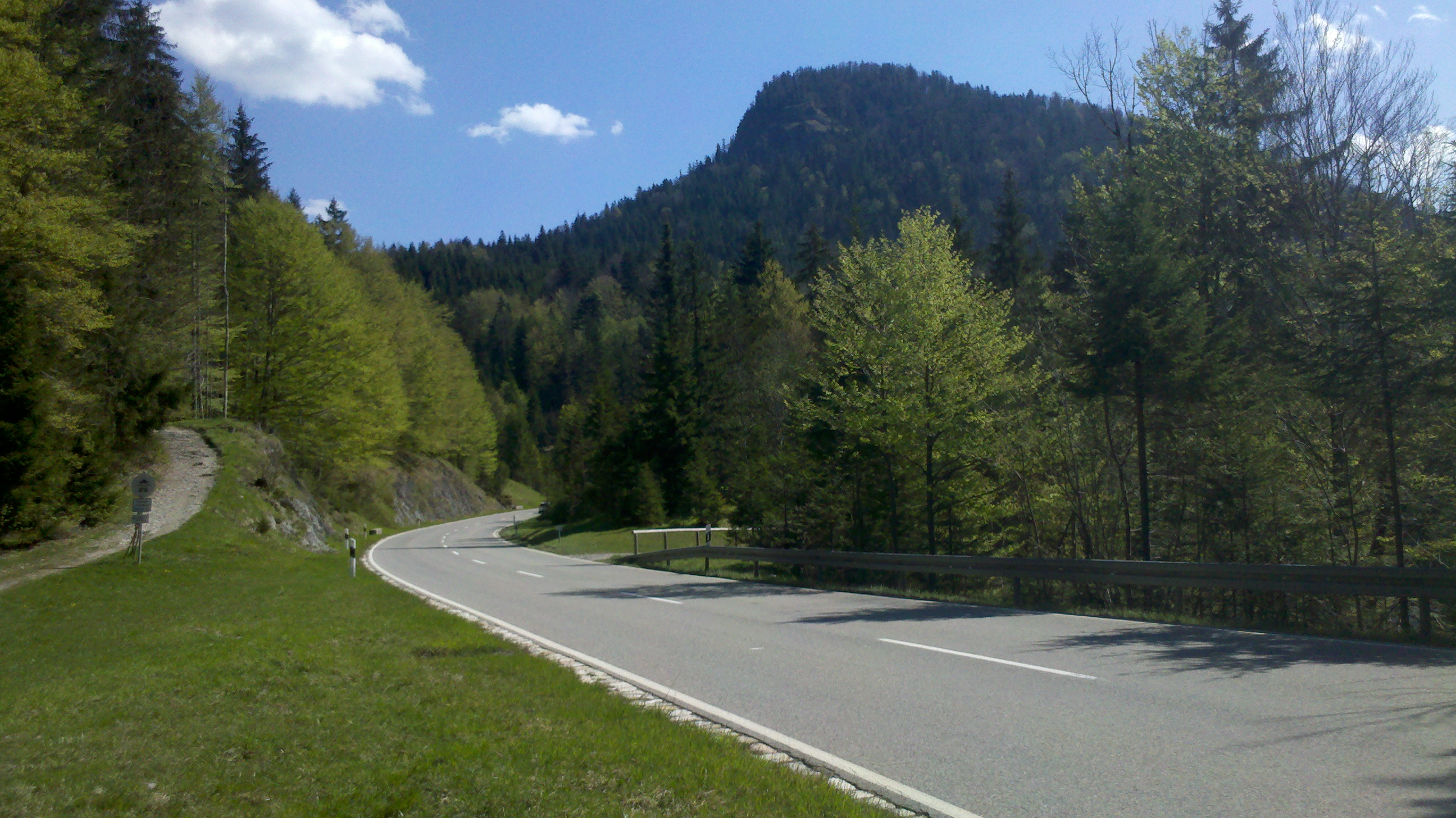

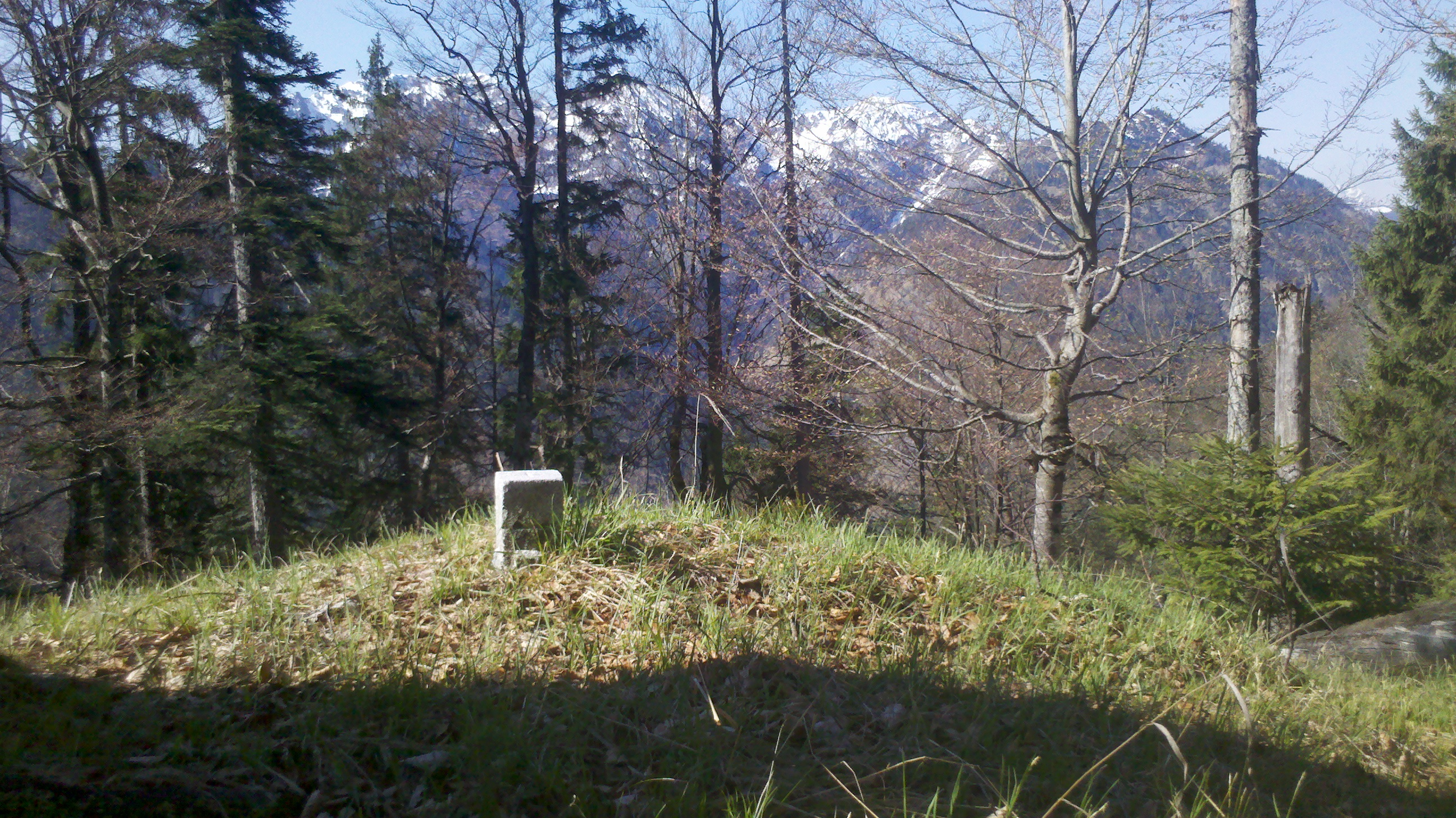

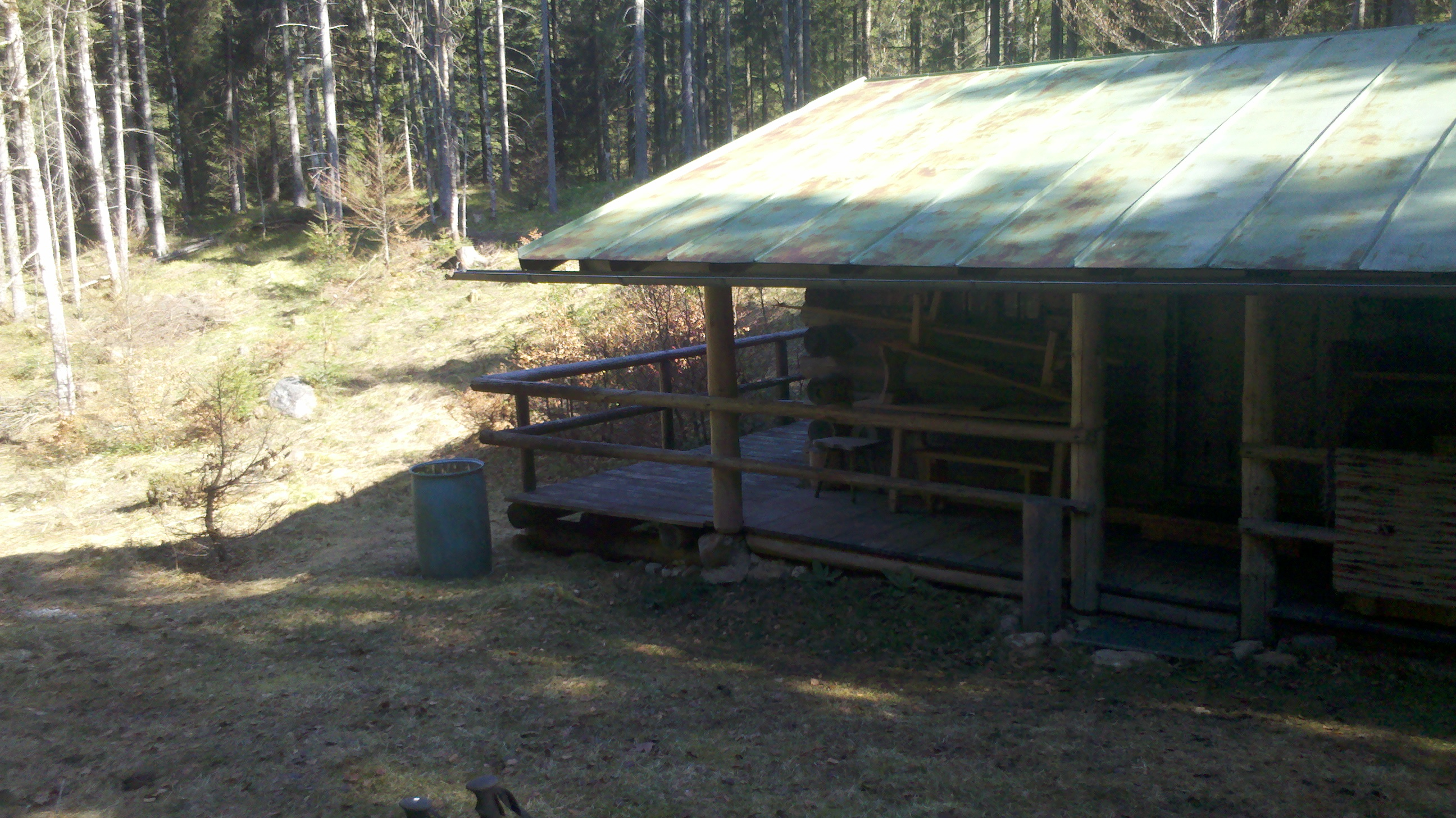

阿赫瑟爾山（德語：Achselkopf），是德國的山峰，位於該國東南部，由巴伐利亞負責管轄，屬於巴伐利亞前阿爾卑斯山脈的一部分，海拔高度1,190米，每年平均降雨量1,764毫米。